# 李謙亨
李謙亨，字以咸，别號虚中，直隶真定府寧晉縣民籍，明末政治人物。

## 生平
九歲能文，十五入學，廿九爲廪生，家甚貧，風雨晦明，讀書不輟。萬曆四十年壬子領鄉薦，四十四年（1616年）登丙辰科進士，初授河南光山县知县，天啓元年本省同考，二年升淮安府海防清軍廳同知，三年入爲工部营缮司员外郎，奉命督修皇陵，四年告病賦歸。

## 家族
曾祖李世用。祖父李宴。父李化鹏，號我賓，庠生。母朱氏，封宜人。妻王氏、张氏，俱封宜人。子李琦，歲貢生。李珍、李伟、李璟、李琮，俱庠生。孫李光临、李光孚，廪生，俱能以文行，世其家。